# Pierre Lasserre (Philosoph)
Pierre Lasserre  (* 30. Mai 1867 in Orthez; † 7. November 1930 in Paris) war ein französischer Schriftsteller, Philosoph und Homme de lettres.

## Lebenslauf
Lasserre war am Lycée Stanislas in Paris Schüler von René Doumic. Er bestand 1892 die Agrégation im Fach Philosophie und studierte von 1896 bis 1898 in München, Heidelberg und Berlin. Dann war er Gymnasiallehrer in Saint-Brieuc und Chartres. Er habilitierte sich 1907 an der Sorbonne bei Émile Faguet mit den beiden Thèses Le Romantisme français und Les idées de Nietzsche sur la musique und wurde 1922 Professor (Directeur d’études) an der École pratique des hautes études, wo er bis zu seinem Tod den Lehrstuhl für „Sozialgeschichte der philosophischen Doktrinen“ innehatte. Er forschte im Grenzgebiet von Philosophie, Religion, Literatur und Musik, u. a. vergleichend deutsch-französisch (Goethe, Nietzsche, Richard Wagner). Daneben betätigte er sich als Romancier und Literaturkritiker. 1924 erhielt er den Großen Literaturpreis der Académie française. Eine auf einer Vortragsreise durch Argentinien zugezogene Lungenentzündung riss ihn 1930 mitten aus seiner Schaffenskraft.

## Lasserres Denken
Lasserre wandte sich gegen die für ihn vor allem von Rousseau und Michelet verkörperte Romantik, die er als Krankheit sah, in der die Freiheit in Unordnung verwandelt wird, das Genie in Verwirrtheit, die Vernunft in Instinkt und die Energie in Anarchie, eine Art begeisterte Demontage der Zivilisation im Menschen, mit Vergöttlichung des Unregelmäßigen, Untätigen, Kraftlosen, Undisziplinierten, ja des Kriminellen, das sich obendrein hinter einer emphatischen Rhetorik versteckt. Als Gegenpole erschienen ihm Goethe und Nietzsche, beide nicht etwa typische Deutsche, sondern Ausnahmedeutsche, die sich von der typisch deutschen Romantik nicht anstecken ließen. Mit diesem Denken geriet Lasserre in die Nähe von Charles Maurras und der Action française, mit der er jedoch 1914 brach. Lasserres gewachsene Tendenz zur Toleranz des intellektuellen Gegners kam kurz vor seinem Tod in der Gegenüberstellung von Bernhard von Clairvaux und Petrus Abaelardus zum Ausdruck, die er beide als Helden betrachtete, auf der einen Seite im Dienst von Autorität und Ordnung und auf der anderen Seite im Dienst von Unabhängigkeit und Kritik.

## Werke

### Philosophie und Religion
- La Crise chrétienne. Questions d'aujourd'hui, Paris, Perrin, 1891.
- La morale de Nietzsche, Paris, Mercure de France, 1902; 1923.
- Charles Maurras et la Renaissance classique, Paris, Mercure de France, 1902.
- Le Romantisme français. Essai sur la révolution dans les sentiments et dans les idées au XIXe siècle, Paris, Mercure de France, 1907; Garnier, 1919; Calmann-Lévy 1931; Genf, Slatkine, 2000, kritisch hrsg. von Hugues Laroche, http://litterature20.paris-sorbonne.fr/le-romantisme-francais-essai-sur-la-revolution-dans-les-sentiments-page-0-lasserre-6.html.
- Le Germanisme et l'esprit humain, Paris, Champion, 1915;  Paris, Les amis de la Revue grise, 1981.
  - Cinquante ans de pensée française. Le Germanisme et l'esprit humain. Virgile et la guerre. L'École de l'art pour l'art. La Poésie française et le Midi. Les Humanités classiques et la vie nationale, Paris, Plon, 1922; 1992.
- Renan et nous, Paris, Grasset, 1923.
- La Jeunesse d'Ernest Renan. Histoire de la crise religieuse au XIXe siècle, 3 Bde., Paris, Garnier et frères, 1925–1932.
- Georges Sorel. Théoricien de l'impérialisme. Ses idées, son action, Paris, L’Artisan du livre, 1928.
- Faust en France et autres études, Paris, Calmann-Lévy, 1929.
- Un conflit religieux au XIIe siècle. Abélard contre saint Bernard, Paris, L’Artisan du livre, 1930.

### Französische Literatur
- Frédéric Mistral. Poète, moraliste, citoyen, Paris, Payot, 1918.
- Les Chapelles littéraires. Claudel, Jammes, Péguy, Paris, Garnier et frères, 1920.
- Des romantiques à nous, Paris, La Nouvelle revue critique, 1927.
- Trente années de vie littéraire, Paris, Prométhée, 1929 (Vorwort von André Bellessort).

### Musik
- Les idées de Nietzsche sur la musique. La période wagnérienne 1871-1876, Paris, Mercure de France, 1905, 1907; Paris, Calmann-Lévy 1929.
- L'esprit de la musique française (de Rameau à l'invasion wagnérienne), Paris, Payot, 1917.
- Philosophie du goût musical, Paris, Grasset, 1922; Paris, Calmann-Lévy, 1931.

### Romane
- Henri de Sauvelade, Paris, Mercure de France, 1909.
- Le Crime de Biodos, Paris, Plon, 1912.
- La promenade insolite, Paris, Crès, 1922.
- Le secret d'Abélard, Paris, Albin Michel, 1926.
- La nuit tarbaise, Paris, Fayard, 1926.

### Weitere Schriften
- (mit René de Marans) La doctrine officielle de l'Université. Critique du haut enseignement de l'Etat, défense et théorie des humanités classiques, Paris, Mercure de France, 1912, Bibliothèque nationale de France, 1992.
- Mes routes. Littérature, questions germaniques, questions d'enseignement, philosophie, Paris, Plon, 1924.
- La Statue volée. Méditations, Paris, Le Divan, 1927.
- Lourdes, Saint Sever, D. Chabas, 1933.